# حمام مبارکه
حمام مبارکه مربوط به سده‌های متاخر دوران‌های تاریخی پس از اسلام است و در شهرستان خاتم، بخش مروست، دهستان هرابرجان، روستای هرابرجان واقع شده و این اثر در تاریخ ۱۸ شهریور ۱۳۸۷ با شمارهٔ ثبت ۲۳۱۶۴ به‌عنوان یکی از آثار ملی ایران به ثبت رسیده است.